# نادين سلامة
نادين سلامة (9 أغسطس 1980 -)، ممثلة سورية من أصل فلسطيني.

## عن حياتها
ولدت في لبنان في العاصمة بيروت وعاشت في العاصمة السورية دمشق بعدما أن أرسلها والدها وهي في الثانية من عمرها مع أمها وشقيقتها إلى سوريا لضمان سلامتهم في ظل الإجتياح الإسرائيلي لأرض لبنان في العام 1982. تخرجت من قسم التمثيل في «المعهد العالي للفنون المسرحية»، كانت بداية مشوارها الفني بعد دخولها للمعهد عام 1998 بدأت المشاركة بالأعمال التلفزيونية خلال الأدوار الصغيرة أو الثانوية لكن إستطاعت نيل أدوار أكبر بعد فترة، كدور البطولة بمسلسل هارون حيث جسدت شخصية «لوسي» الفتاة المعشوقة. والدها نبيل سلامة كان ضابطا في منظمة التحرير الفلسطينية وهو ابن عم القيادي الفلسطيني الراحل علي حسن سلامة. والد نادين سلامة فُقد على أيدي حزب الكتائب اللبناني.
وهي حاصلة على الجنسية السورية في العام 2004 تكريما لدورها في مسلسل التغريبة الفلسطينية وغيره من الأعمال الناجحة بقرار جمهوري من الرئيس السوري بشار الأسد.

## أعمالها

### من أعمال التلفزيون
| سنة الإنتاج | اسم المسلسل                       | الشخصية             |
| ----------- | --------------------------------- | ------------------- |
| 1998        | من أجل عينيها                     |                     |
| 1998        | الكواسر                           | زمردة               |
| 1999        | الفصول الأربعة                    | ندى                 |
| 2001        | للأمل عودة                        |                     |
| 2002        | زمان الوصل                        | زهور                |
| 2002        | ردم الأساطير                      | دانية               |
| 2003        | زمان الصمت                        |                     |
| 2003        | أنشودة المطر                      |                     |
| 2004        | فارس بني مروان                    | الرباب بنت زفر      |
| 2004        | الطارق                            | أسماء               |
| 2004        | حكاية خريف                        |                     |
| 2004        | عصر الجنون                        | فاتن                |
| 2004        | التغريبة الفلسطينية               | خضرة                |
| 2005        | ملوك الطوائف                      | لبنى بنت أبي العباس |
| 2005        | خلف القضبان                       | هديل                |
| 2005        | أشواك ناعمة                       |                     |
| 2005        | عصي الدمع                         | تهاني               |
| 2006        | ندى الأيام                        | سهى                 |
| 2006        | صدى الروح                         | حياة                |
| 2006        | على طول الأيام                    | ناديا               |
| 2006        | أهل الغرام حلقات منفصلة           | عدة شخصيات          |
| 2007        | كثير من الحب كثير من العنف        | لوسي                |
| 2007        | وصمة عار                          |                     |
| 2007        | رسائل الحب والحرب                 |                     |
| 2008        | شركاء يتقاسمون الخراب             | هبة                 |
| 2008        | وحوش وسبايا                       |                     |
| 2008        | جدار الصمت                        | نور                 |
| 2009        | هدوء نسبي                         | رشا                 |
| 2010        | الشيخة                            |                     |
| 2011        | المنعطف                           |                     |
| 2012        | رومانتيكا                         |                     |
| 2013        | تحت سماء الوطن - سباعية تلفزيونية |                     |
| 2015        | دنيا 2                            | ملك                 |
| 2015        | حرائر                             |                     |
| 2016        | صدر الباز                         | مريم                |
| 2016        | صرخة روح                          |                     |
| 2017        | الخان                             |                     |
| 2020        | شارع شيكاغو                       | ميس                 |
| 2022        | ألم مستمر                         | كارول               |
| 2024        | كسر عضم 2: السراديب               |                     |

### من أعمال المسرح
- المسرح مسرحي.
- غولدوني.

### من أعمال السينما
| سنة الإنتاج | الفيلم                    | الشخصية |
| ----------- | ------------------------- | ------- |
| 2004        | رتل كامل من الأشجار       |         |
| 2005        | البطريق                   |         |
| 2007        | جوبا                      |         |
| 2008        | سبع دقائق إلى منتصف الليل | ليلى    |
| 2008        | العشاق                    |         |
| 2009        | بوابة الجنة               |         |

## روابط خارجية
- نادين سلامة على موقع IMDb (الإنجليزية)
- نادين سلامة على موقع قاعدة بيانات الأفلام العربية